# پروچیستا خاکپور
پروچیستا خاکپور (انگلیسی: Porochista Khakpour؛ زادهٔ ۱۷ ژانویهٔ ۱۹۷۸) رمان‌نویس ایرانی آمریکایی است.

## زندگی‌نامه
پروچیستا خاکپور در ۱۷ ژانویه ۱۹۷۸ در تهران زاده شد و در چهار سالگی به همراه خانواده خود به آمریکا مهاجرت کرد. وی در ساوت پاسادنای کالیفرنیا بزرگ شد و پس از اتمام دوره متوسطه به کالج سارا لورنس نیویورک رفت و موفق به اخذ درجه کارشناسی در رشته نویسندگی و ادبیات خلاقانه شد. او سپس مدرک کارشناسی‌ارشد خود را از دانشگاه جانز هاپکینز دریافت کرد.

پروچیستا خاکپور در حال حاضر نویسنده مقیم در کالج بارد است و در نیویورک زندگی می‌کند.

## فعالیت حرفه‌ای
خاکپور فعالیت حرفه‌ای خود را به عنوان روزنامه‌نگار و در بخش هنر و سرگرمی شروع کرد. آثار او در نیویورک تایمز، مجله هارپر، لس آنجلس تایمز، مجله جی کیو، روزنامه دیلی بیست، شیکاگو ریدر و نشریات متعدد دیگری چاپ شده‌اند. وی همچنین از سال ۲۰۰۸ به‌طور منظم با روزنامه نیویورک تایمز همکاری دارد.
اولین رمان او به نام پسران و دیگر اجسام سوختنی در سپتامبر ۲۰۰۷ منتشر شد. این رمان جایزه کتاب کالیفرنیا را در بخش کتاب اول هفتاد و دومین دوره این جایزه کسب کرد. این کتاب با طنزی تلخ، شکاف فرهنگی نسل‌های گوناگون خانواده‌های مهاجر را بازگو می‌کند. این رمان در فهرست بهترین کتاب‌های پاییز ۲۰۰۷ روزنامه شیکاگو تریبیون و نیز جزو کتاب‌های برگزیده ویراستار روزنامه نیویورک تایمز بود.
دومین رمان او با نام آخرین وهم در ۱۳ مه ۲۰۱۴ منتشر شده‌است. این کتاب در فهرست ۳۰ کتاب خواندنی سال ۲۰۱۴ هافینگتن پست قرار گرفت.

او همچنین مقدمه‌ای بر ترجمه انگلیسی داستان بوف کور صادق هدایت نوشته‌است.

## حواشی
خاکپور مدعی است که به بیماری لایم مزمن مبتلا است.
محققان و سازمان‌های بهداشتی از این بیماری با عنوان «ساخته دست انسان» یاد کرده‌اند.
خاکپور پیشتر مدعی ابتلا به بیماری‌های دیگری بود که بعدها خود آن‌ها را ساخته دست انسان خواند.